# Stráň u Trusnova
Stráň u Trusnova je přírodní památka ev. č. 728 poblíž obce Trusnov v okrese Pardubice. Chráněné území zaujímá severovýchodní úbočí vrchu Borek (258 m n. m.), zhruba ¾ km jižně od Trusnova. Jedná se o malou východně orientovanou stráň a částečně i přilehlý smíšený lesík. Geologické podloží tvoří vápnité slínovce. Oblast spravuje Agentura ochrany přírody a krajiny ČR. Důvodem ochrany je lokalita ohrožené květeny.
Tato (plošně malá) přírodní památka byla kdysi velmi bohatou lokalitou hořce brvitého (Gentianopsis ciliata), od roku 1985 však nebyl na místě vůbec nalezen a byl zde v počtu několika exemplářů znovuobjeven až v roce 1997. Mimo hořce brvitého se na lokalitě každoročně objevuje vstavač vojenský (Orchis militaris). Stráň se každoročně kosí, aby se zamezilo zarůstání lesem.

## Galerie

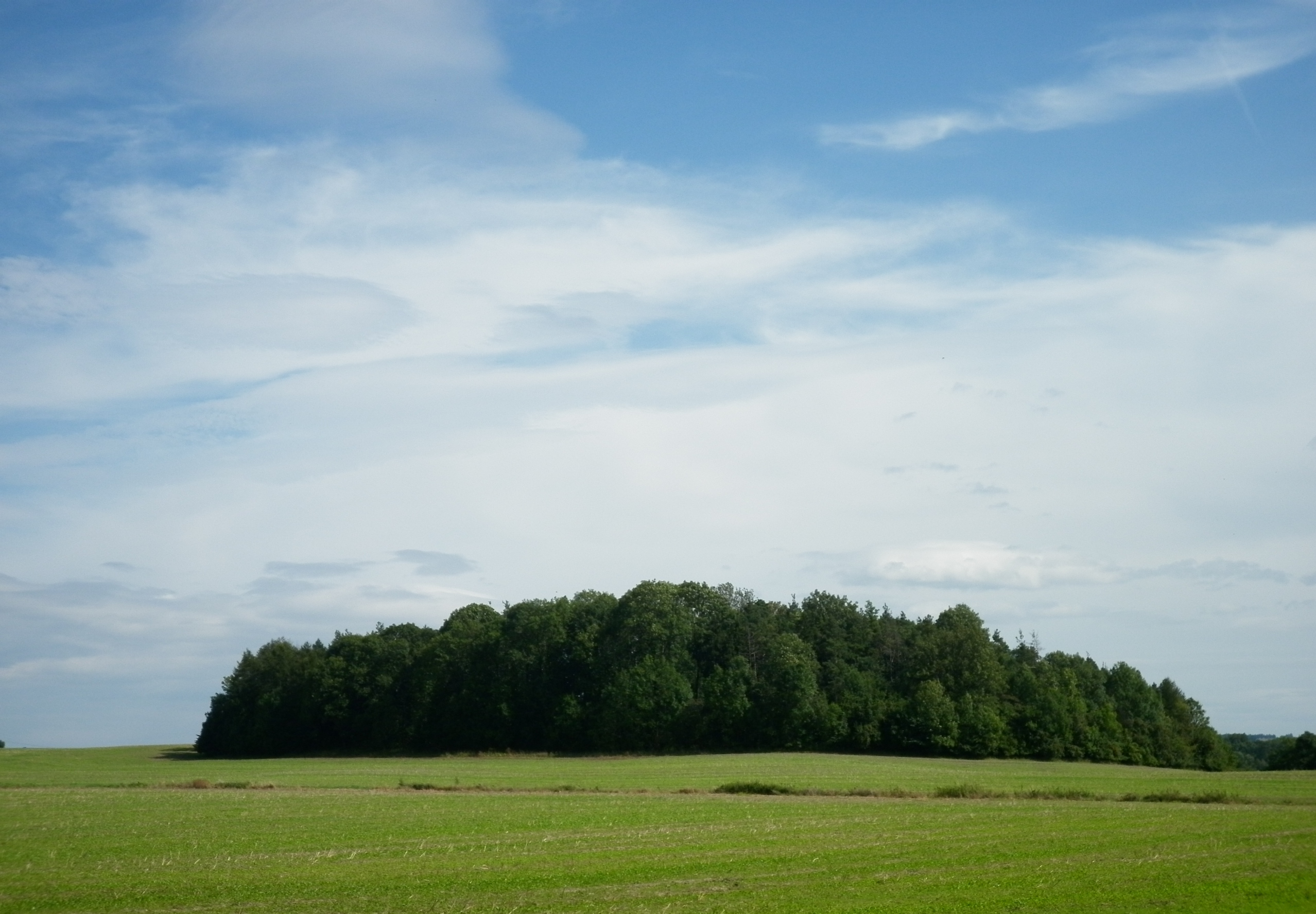
Stráň u Trusnova
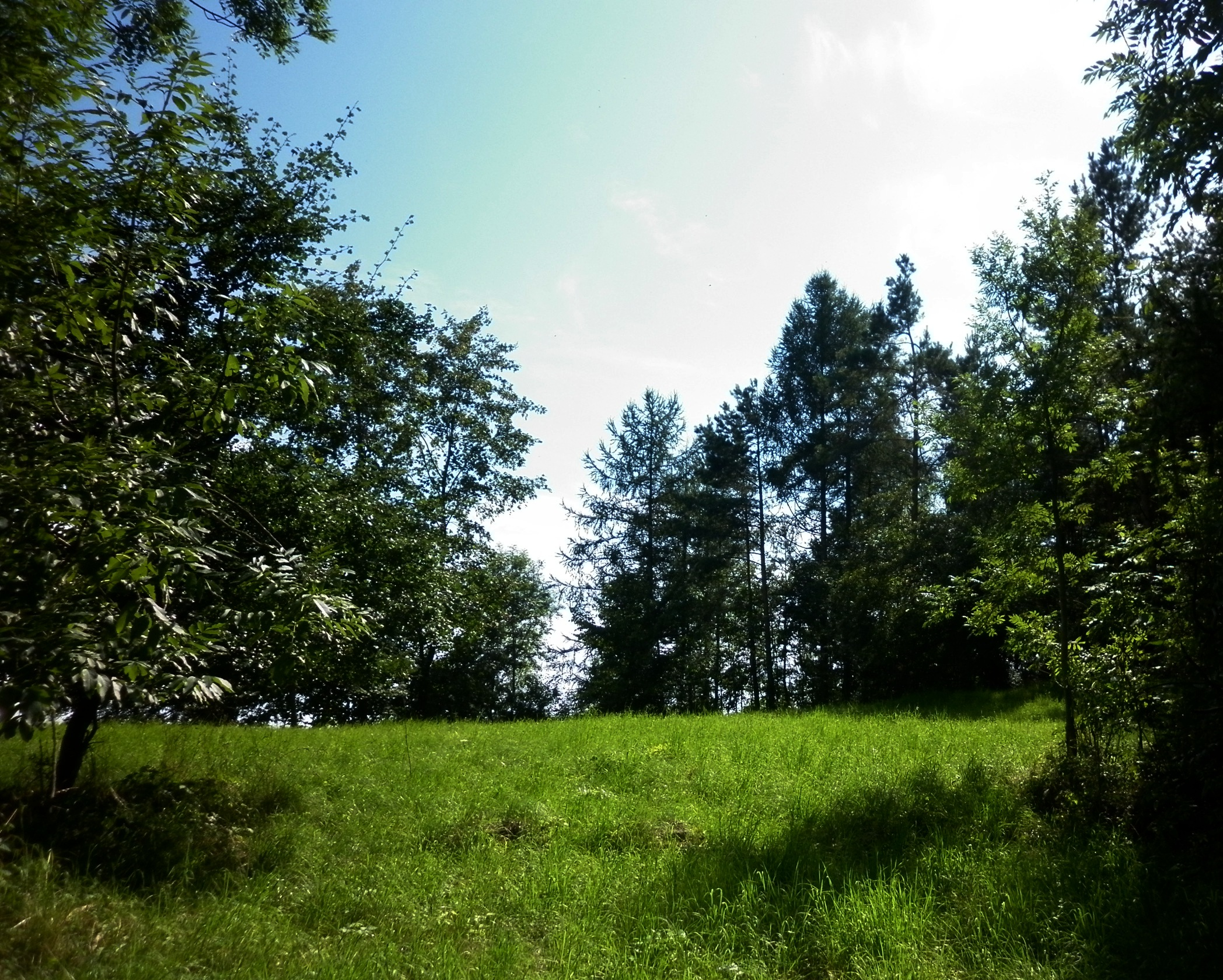
Stráň u Trusnova
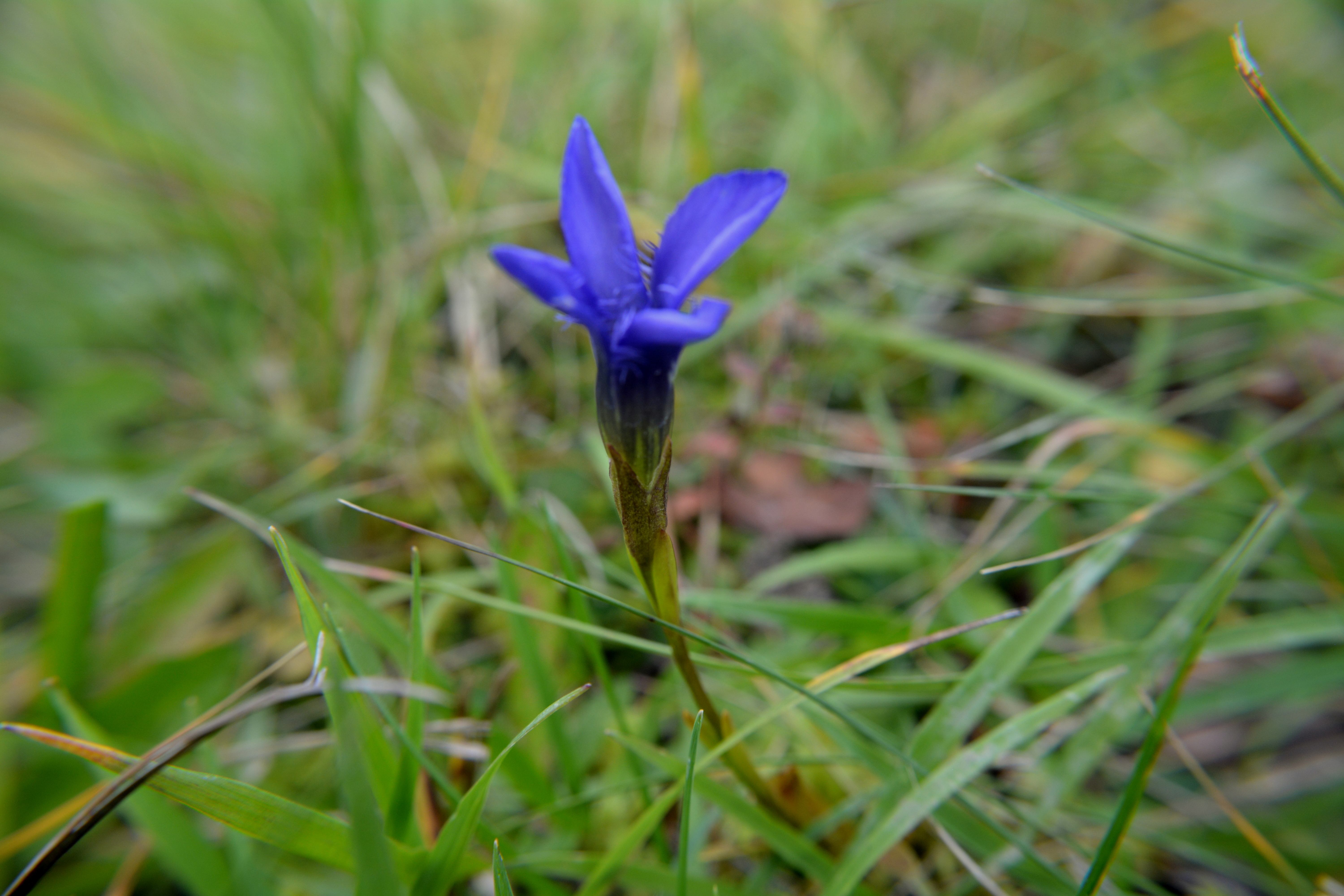
Hořec brvitý
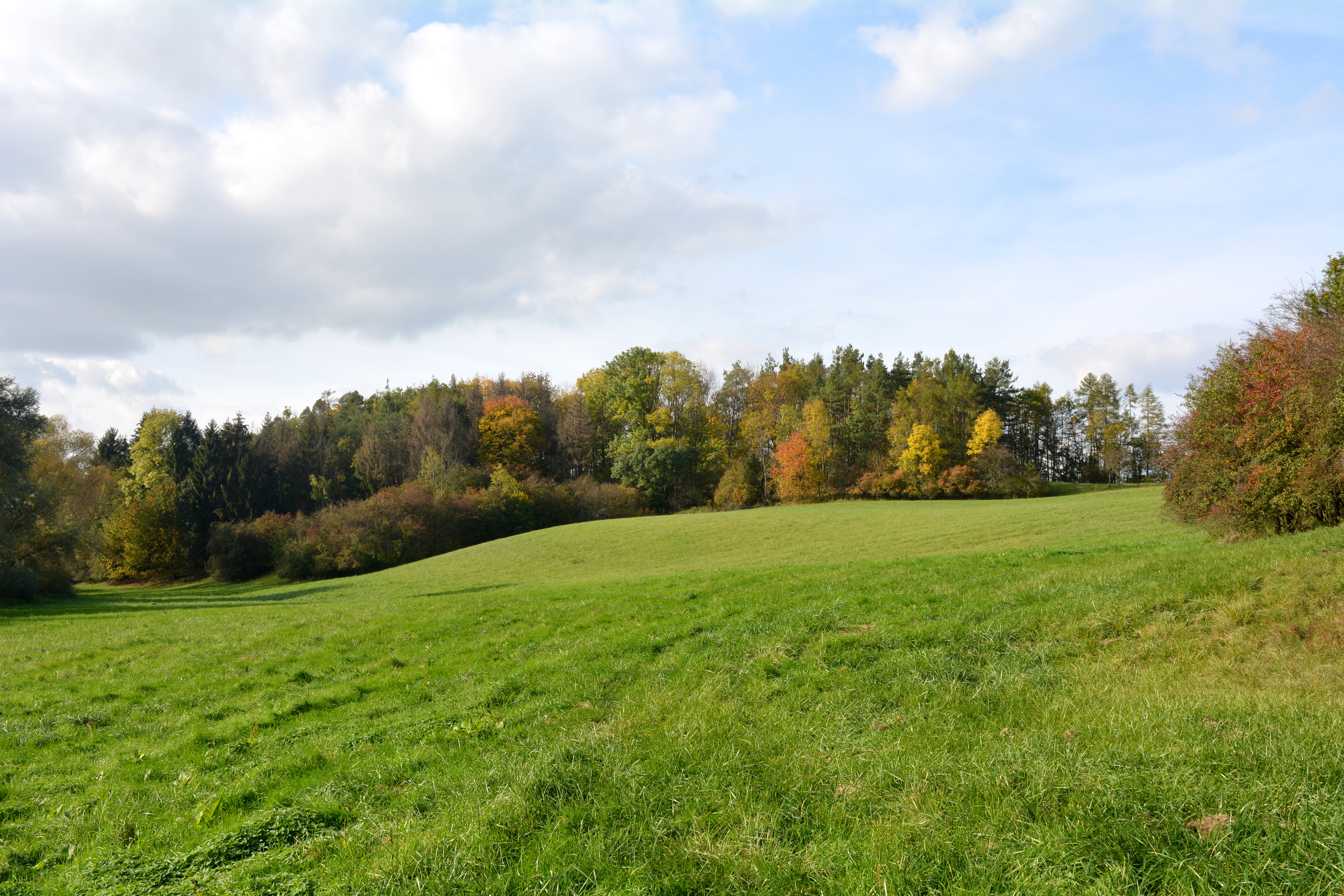
Pod přírodní památkou